# Wolfgang Schivelbusch
Wolfgang Schivelbusch (* 26. November 1941 in Berlin; † 26. März 2023 ebenda) war ein deutscher Kulturhistoriker und Publizist.

## Leben
Schivelbusch wuchs in Frankfurt am Main auf und absolvierte nach dem Abitur ein Volontariat beim Wiesbadener Kurier. Anschließend studierte er zunächst an der FU Berlin, dann an der Universität Frankfurt Literaturwissenschaft, Soziologie und Philosophie, unter anderem bei Theodor W. Adorno. 1967 kehrte er nach Berlin zurück, wo er am Seminar für Allgemeine und Vergleichende Literaturwissenschaft bei Peter Szondi studierte. Seine Magisterarbeit von 1969 trug den Titel „Anarchische Züge an Hauptgestalten in einigen DDR-Dramen“; 1972 wurde er von Hans Mayer mit einer Arbeit über das Sozialistische Drama nach Brecht, einer Erweiterung seiner Magisterarbeit, promoviert. 1976 wurde sein Antrag auf ein Habilitationsstipendium von der Deutschen Forschungsgemeinschaft mit der Begründung abgewiesen, er sei nicht für die Lehre geeignet. Schivelbusch bezeichnete sich als „Privatgelehrten“. Er hatte nie eine akademische Position inne und finanzierte seine kulturhistorischen Studien mit Stipendien, Projektförderungen und Unternehmensaufträgen. Ab 2014 war er Senior Fellow am Berliner Leibniz-Zentrum für Literatur- und Kulturforschung (ZfL). Dort forschte er zwischen 2015 und 2019 an einer „Theorie des Rückzugs“, woraus sein 2019 veröffentlichtes Buch „Rückzug. Geschichten eines Tabus“ entstand. Zuletzt befasste er sich am ZfL mit dem Projekt „Erlösung im Zurück“.
Von 1973 an lebte er in New York City und Berlin-Westend; die New Yorker Wohnung gab er 2014 auf. Er war mit Helma von Kieseritzky, der langjährigen Leiterin der Berliner Autorenbuchhandlung, verheiratet. Er starb am 26. März 2023 im Alter von 81 Jahren in Berlin.

## Werk
Schivelbusch war vor allem für seine mentalitätsgeschichtlichen Werke bekannt. Für sein 1977 erschienenes Werk zur Geschichte der Eisenbahnreise erhielt er 1978 den Deutschen Sachbuchpreis. Seine beiden folgenden Bücher handelten von Genussmitteln und künstlicher Beleuchtung; so schuf Schivelbusch als Kulturhistoriker eine Material-Trilogie über die Arbeit der Dinge am Menschen. 2001 veröffentlichte er sein groß angelegtes Buch Kultur der Niederlage, das die Narrative und Mythen der Besiegten beleuchtete. 2005 thematisierte er mit seinem Werk Entfernte Verwandtschaft: Faschismus, Nationalsozialismus, New Deal 1933–1939 den Zeitgeist der 30er Jahre, vor allem die gleichzeitige öffentliche Kriseninvestition zur Arbeitsbeschaffung. In seiner Studie Das verzehrende Leben der Dinge. Versuch über die Konsumtion nahm er 2015 die Produktion und den Gebrauch von Gütern sowie deren Verwandlung durch Verbrauch in den Blick. Im Verlauf dieses Werkes reflektiert er u. a. wie der Übergang von der mechanischen auf die industrielle Produktion das Verhältnis zwischen Mensch und Gegenstand verändert hat. 2021 erschien die als Gesprächsbuch angelegte Autobiografie Die andere Seite. Leben und Forschen zwischen New York und Berlin, von ihm selbst als „Selbstgespräch eines Schreibblockierten“ bezeichnet, die u. a. den Schuld- und Schamkomplex von USA und Deutschland umkreist, vor allem aber auch in Schivelbuschs Denken einführt.

## Auszeichnungen
- 2003: Heinrich-Mann-Preis der Akademie der Künste zu Berlin
- 2005: Wissenschaftspreis der Aby-Warburg-Stiftung
- 2013: Lessing-Preis der Freien und Hansestadt Hamburg[13]

## Schriften (Auswahl)
- Sozialistisches Drama nach Brecht: 3 Modelle, Peter Hacks, Heiner Müller, Hartmut Lange. Luchterhand (= Sammlung Luchterhand, Bd. 139), Darmstadt/Neuwied 1974, ISBN 3-472-61139-1.
- Geschichte der Eisenbahnreise: Zur Industrialisierung von Raum und Zeit im 19. Jahrhundert. Hanser, München/Wien 1977, ISBN 3-446-12425-X. Taschenbuch: Fischer-TB 14828, Frankfurt am Main 2000, ISBN 3-596-14828-6; Neuauflage 2023, ISBN 978-3-8031-2861-4.
- Das Paradies, der Geschmack und die Vernunft: Eine Geschichte der Genussmittel. Hanser, München/Wien 1980, ISBN 3-446-12984-7. Taschenbuch: Fischer-TB 4413, Frankfurt am Main 1990 und 1992, ISBN 3-596-24413-7.
- Intellektuellendämmerung: Zur Lage der Frankfurter Intelligenz in den zwanziger Jahren. Insel, Frankfurt am Main 1982. Taschenbuch: Suhrkamp-TB 1121, Frankfurt am Main 1985, ISBN 3-518-37621-7.
- Lichtblicke: Zur Geschichte der künstlichen Helligkeit im 19. Jahrhundert. Hanser, München/Wien 1983, ISBN 3-446-13793-9. Taschenbuch: Fischer-TB 16180, Frankfurt am Main 2004, ISBN 978-3-596-16180-5.
- Eine wilhelminische Oper (= Die Hessen-Bibliothek). Insel, Frankfurt am Main 1985, ISBN 3-458-14242-8.
- Die Bibliothek von Löwen: Eine Episode aus der Zeit der Weltkriege. Hanser, München/Wien 1988, ISBN 3-446-15162-1. Taschenbuch: Eine Ruine im Krieg der Geister. Fischer-TB 10367, Frankfurt am Main 1993, ISBN 3-596-10367-3.
- Licht, Schein und Wahn: Auftritte der elektrischen Beleuchtung im 20. Jahrhundert (= Erco-Edition). Ernst, Berlin 1992, ISBN 3-433-02344-1.
- Vor dem Vorhang. Das geistige Berlin 1945–1948. Hanser, München/Wien 1995, ISBN 3-446-18095-8. Taschenbuch: Fischer-TB 13375, Frankfurt am Main 1997, ISBN 3-596-13375-0.
  - In a Cold Crater. Cultural and Intellectual Life in Berlin, 1945-1948. Berkeley, University of California Press, 1998. online
- Die Kultur der Niederlage: Der amerikanische Süden 1865, Frankreich 1871, Deutschland 1918. Fest, Berlin 2001, ISBN 3-8286-0165-0. Taschenbuch: Fischer-TB 15729, Frankfurt am Main 2003, ISBN 978-3-596-15729-7.
- Entfernte Verwandtschaft: Faschismus, Nationalsozialismus, New Deal 1933–1939. Hanser, München/Wien 2005, ISBN 978-3-446-20597-0. Taschenbuch: Fischer-TB 17152, Frankfurt am Main 2008, ISBN 978-3-596-17152-1.
- Das verzehrende Leben der Dinge. Versuch über die Konsumtion. Carl Hanser, München 2015, ISBN 978-3-446-24781-9.
- Rückzug. Geschichten eines Tabus. Carl Hanser, München 2019, ISBN 978-3-446-26228-7.
- Die andere Seite. Leben und Forschen zwischen New York und Berlin. Rowohlt, Hamburg 2021, ISBN 978-3-498-09397-6.